# Quedius boops
Quedius boops är en skalbaggsart som först beskrevs av Johann Ludwig Christian Gravenhorst 1802.  Quedius boops ingår i släktet Quedius, och familjen kortvingar. Arten är reproducerande i Sverige.